# Дракула
Дракула је измишљени лик, вероватно најпознатији вампир у литератури и на филму. Створио га је ирски писац Брем Стокер 1897. године написавши хорор роман Дракула. Сматра се да је он прототип и архетипски вампир у каснијим делима белетристике. Верује се да су неки аспекти лика инспирисани влашким принцом Владом Цепешом из 15. века, који је такође био познат као Дракула, и сер Хенријем Ирвингом, глумцем коме је Стокер био лични асистент.
Историјски лик Дракула, Влад Дракула III, живио је у 15. веку у Влашкој. На једном састанку са мађарским оријенталистом Вамберијем, Стокер се заинтересовао за приче и легенде о Владу Дракули ког је после тога и узео као узор за лик у роману Дракула. Наведеног Вамберија спомиње чак и лик романа Ван Хелсинг.

## Стокерова креација
Роман Брема Стокера поприма форму епистоларне приче, у којој о карактеристикама, моћима, способностима и слабостима грофа Дракуле приповеда више наратора, из различитих перспектива.
Гроф Дракула је немртав, вековима стар вампир и трансилвански племић који тврди да је Секељ који потиче од Атиле Хунског. Он насељава оронули замак у Карпатским планинама у близини превоја Борго. За разлику од вампира источноевропског фолклора, који су приказани као одбојна, мртвачка створења, Дракула је згодан и харизматичан, са фурниром аристократског шарма. У разговорима са Џонатаном Харкером, он се открива као дубоко поносан на своје бољарско наслеђе и носталгичан за прошлошћу, за коју признаје да је постала само сећање на херојство, част и храброст у модерним временима.

## Адаптације

### Филмови
| Филм                                    | Оригинални назив                          | Година | Глумац               | Режисер                                |
| --------------------------------------- | ----------------------------------------- | ------ | -------------------- | -------------------------------------- |
| Дракула                                 | Dracula                                   | 1931   | Бела Лугоси          | Тод Браунинг                           |
| Дракула (шпански филм)                  | Drácula                                   | 1931   | Карлос Виларијас     | Џорџ Мелфорд                           |
| Дракулина ћерка                         | Dracula's Daughter                        | 1936   | споменут             | Ламберт Хилијер                        |
| Дракулин син                            | Son of Dracula                            | 1943   | Лон Чејни мл.        | Роберт Сиодмак                         |
| Дракулина кућа                          | House of Dracula                          | 1945   | Џон Карадин          | Ерл Китон                              |
|                                         | Bud Abbott Lou Costello Meet Frankenstein | 1948   | Бела Лугоси          | Чарлс Бартон,Валтер Ланц               |
| Дракулин хорор                          | Horror of Dracula                         | 1958   | Кристофер Ли         | Теренс Фишер                           |
| Дракулине невесте                       | The Brides of Dracula                     | 1960   | споменут             | Теренс Фишер                           |
| Дракула: Принц таме                     | Dracula: Prince of Darkness               | 1966   | Кристофер Ли         | Теренс Фишер                           |
| Дечак Били против Дракуле               | Billy the Kid Versus Dracula              | 1966   | Џон Карадин          | Вилијам Бодин                          |
| Дракула је устао из гроба               | Dracula Has Risen from the Grave          | 1968   | Кристофер Ли         | Фреди Францис                          |
| Окуси Дракулину крв                     | Taste the Blood of Dracula                | 1969   | Кристофер Ли         | Питер Сасди                            |
| Дракулини ожиљци                        | Scars of Dracula                          | 1970   | Кристофер Ли         | Рој Вард Бејкер                        |
| Гроф Дракула                            | Count Dracula                             | 1970   | Кристофер Ли         | Хесус Франко                           |
| Дракулино језеро                        | Lake of Dracula                           | 1971   |                      | Michio Yamamot                         |
| Дракула у 1972.                         | Dracula A.D. 1972                         | 1972   | Кристофер Ли         | Алан Гибсон                            |
| Дракулина сага                          | La saga de los Drácula                    | 1972   | Нарсисо Ибањез Мента | Леон Климовски                         |
| Дракула против Франкенштајна            | Drácula contra Frankenstein               | 1972   | Хауард Вернон        | Хесус Франко                           |
| Блакула                                 | Blacula                                   | 1972   | Вилијам Маршал       | Вилијам Крејн                          |
| Блакула 2                               | Blacula 2                                 | 1973   | Вилијам Маршал       | Боб Келијан                            |
| Дракулини сатанистички ритуали          | The Satanic Rites of Dracula              | 1973   | Кристофер Ли         | Алан Гибсон                            |
|                                         | La saga de los Drácula                    | 1973   | Леон Климовски       | Narciso Ibáñez Menta                   |
| Велика љубав грофа Дракуле              | Count Dracula's Great Love                | 1973   | Пол Наши             | Хавијер Агире                          |
| Легенда о 7 златних вампира             | The Legend of the 7 Golden Vampires       | 1974   | Џон Форбс-Робертсон  | Рој Ворд Бејкер, Чанг Чех              |
| Дракулина крв                           | Blood for Dracula                         | 1974   | Удо Кир              | Пол Морисеј                            |
|                                         | Evil of Dracula                           | 1974   |                      | Michio Yamamoto                        |
| Брам Стокеров Дракула                   | Bram Stoker's Dracula                     | 1974   | Џек Паланс           | Ден Кертис                             |
| Стари Дракула                           | Old Dracula                               | 1974   | Дејвид Нивен         | Клив Донер                             |
|                                         | Dracula père et fils                      | 1976   | Кристофер Ли         | Едуард Молинаро                        |
| Гроф Дракула                            | Count Dracula                             | 1977   | Луј Журдан           | Филип Савил                            |
| Носферату: Фантом ноћи                  | Nosferatu the Vampyre                     | 1979   | Клаус Кински         | Вернер Херцог                          |
| Дракула                                 | Dracula                                   | 1979   | Френк Лангела        | Џон Бадам                              |
|                                         | Fracchia contro Dracula                   | 1985   | Едмунд Пурдом        | Нери Паренти                           |
| Одред против чудовишта                  | The Monster Squad                         | 1986   | Данкан Регер         | Фред Декер                             |
| Дракула (филм из 1992)                  | Bram Stoker's Dracula                     | 1992   | Гари Олдман          | Франсис Форд Копола                    |
| Дракула: Мртав и вољен                  | Dracula: Dead and Loving It               | 1995   | Лесли Нилсен         | Мел Брукс                              |
| Принц Дракула: Истинита прича о Дракули | Dark Prince: The True Story of Dracula    | 2000   | Рудолф Мартин        | Џо Шапел                               |
| Дракула 2000                            | Dracula 2000                              | 2000   | Џерард Батлер        | Патрик Лусје                           |
| Дракула                                 | Dracula                                   | 2002   | Патрик Бергин        | Роџер Јанг                             |
| Влад                                    | Vlad                                      | 2003   | Франческо Квин       | Мајкл Д.Селерс,Мајкл Селерс            |
| Дракула 2: Уздизање                     | Dracula II: Ascension                     | 2003   | Стивен Билингтон     | Патрик Лусје                           |
| Дракула 3000                            | Dracula 3000                              | 2004   | Лангли Кирквуд       | Дарел Рудт                             |
| Ван Хелсинг                             | Van Helsing                               | 2004   | Ричард Роксбург      | Стивен Самерс                          |
| Блејд: Тројство                         | Blade: Trinity                            | 2004   | Доминик Пурцел       | Дејвид С.Гојер                         |
| Дракула 3: Наслеђе                      | Dracula III: Legacy                       | 2005   | Рутгер Хауер         | Патрик Лусје                           |
| Дракула                                 | Dracula                                   | 2006   | Марк Ворен           | Бил Иглс                               |
| Дракула: Поново рођен                   | Dracula: Reborn                           | 2012   | Стјуарт Ригби        | Матрик Макманус                        |
| Дракула 3D                              | Dracula 3D                                | 2012   | Томас Кречман        | Дарио Арђенто                          |
| Дракула: Мрачни принц                   | Dracula: The Dark Prince                  | 2013   | Лук Робертс          | Пири Реџиналд Тео                      |
| Дракула: Неиспричано                    | Dracula Untold                            | 2014   | Лук Еванс            | Гари Шор                               |
| Дракула                                 | Dracula                                   | 2020   | Клас Банг            | Џони Кембел, Дејмон Томас, Пол Макгиан |
| Ренфилд                                 | Renfield                                  | 2023   | Николас Кејџ         | Крис МекКеј                            |
|                                         | The Last Voyage of Demeter                | 2023   | Хавиер Ботет         | André Øvredal                          |
| Носферату                               | Nosferatu: A Symphony of Horror'          | 2024   | Дог Џонс             | Дејвид Ли Фишер                        |
| Носферату                               | Nosferatu                                 | 2024   | Бил Скарсгард        | Роберт Егерс                           |
| Дракула:Љубавна прича                   | Dracula: A Love Tale                      | 2025   | Кејлеб Ландри Џонс   | Лук Бесон                              |

### Тв серије
| Серија        | Оригинални назив    | Година    | Глумац          |                                        |
| ------------- | ------------------- | --------- | --------------- | -------------------------------------- |
| Дракула       | Dracula: The Series | 1990-1991 | Geordie Johnson |                                        |
| Млади Дракула | Young Dracula       | 2006-2014 | Кеит Ли Кестл   |                                        |
| Дракула       | Dracula             | 2013-2014 | Џонатан Мејерс  |                                        |
| Дракула       | Dracula             | 2020      | Клас Банг       | Џони Кембел, Дејмон Томас, Пол Макгиан |

### Анимирани филмови
| Филм                                   | Година | Режисер                               |
| -------------------------------------- | ------ | ------------------------------------- |
| Dracula: Sovereign of the Damned       | 1980   | Минору Оказаки,Акихори Нагаока        |
| Scooby-Doo and the Ghoul School        | 1988   | Реј Патерсон                          |
| Scooby-Doo! and the Reluctant Werewolf | 1988   | Реј Патерсон                          |
| The Batman vs. Dracula                 | 2005   | Сем Лиу, Seung Eun Kim,Брендон Виетти |
| Hotel Transylvania                     | 2012   | Генди Тартаковски                     |
| Dear Dracula                           | 2012   | Chad Van De Keere                     |
| Hotel Transylvania 2                   | 2015   | Генди Тартаковски                     |
| Happy Family                           | 2017   | Holger Tappe                          |
| Hotel Transylvania 3: Summer Vacation  | 2018   | Генди Тартаковски                     |
| Hotel Transylvania: Transformania      | 2022   | Derek Drymon, Jennifer Kluska         |

## Опис лика
Овај књижевни лик описан је као блед, дугих очњака, шиљатих ушију, огрнут црним плаштом, пије свежу крв, трансформише се у друге животиње, подмлађује се, чини људе вампиром. Као и сваки вампир, Дракула се боји белог лука, крста, светлости, а може умрети уколико се прободе глоговим колцем кроз срце.